# فیات ۵۱۰
فیات ۵۱۰ (Fiat 510) خودرویی است که در سال‌های ۱۹۲۰ تا ۱۹۲۵تولید شده‌است.
طراحی آن خودروهای موتور جلو-محور عقب بوده وزن آن در حالت طبیعی ۱٬۵۵۰ کیلوگرم (۳٬۴۲۰ پوند)  است.
موتور آن ۳۴۴۶ سی‌سی سیستم جعبه‌دندهٔ آن ۴ دنده به صورت دستی است.

## نگارخانه

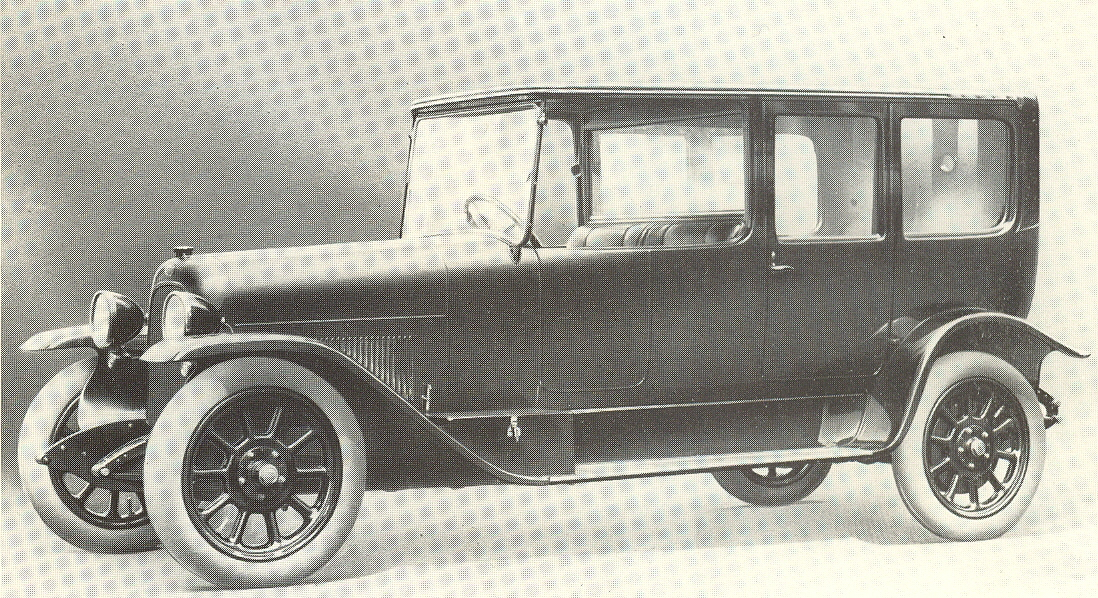